# SELF AND OTHERS
『SELF AND OTHERS』（せるふあんどあざーず）は、
1. 牛腸茂雄の写真集。下記の#写真集で詳述。
2. 1.の牛腸茂雄を追った佐藤真監督のドキュメンタリー映画。下記の#映画で詳述。

## 写真集
写真集『SELF AND OTHERS』は1977年、自費出版という形で白亜館から出版された。序文は写真家・写真評論家の大辻清司。
コンポラ写真を代表とする写真集で、牛腸と被写体のあいだに乗り越えることの出来ない距離を感じられる。
被写体には桑沢デザイン研究所の同級生の友人や牛腸の両親、先生であった大辻清司の子供など身近な人々が選ばれている。

### 再刊版
1992年、季刊写真誌『deja-vu』8号で牛腸茂雄特集が組まれたことから彼の写真が再評価され、1994年、未來社から新装版（ISBN 4-624-71063-0）として再刊された。牛腸と桑沢デザイン研究所で同級生であった写真家三浦和人が新たにプリントをし、巻末には写真評論家飯沢耕太郎による「牛腸茂雄ノート」と『deja-vu』に掲載された年譜などが付けられた。
また2004年に新潟市美術館、三鷹市美術ギャラリー、山形美術館で行われた彼の展覧会を記念して出版された『牛腸茂雄作品集成』（共同通信社刊、ISBN 4-7641-0540-3）でもその作品を見ることが出来る。

## 映画
- 製作、配給：ユーロスペース
- 2001年公開
- 53分 モノラル スタンダード

### スタッフ
- 監督：佐藤真
- 撮影：田村正毅
- 録音：菊池信之
- 音楽：経麻朗
- 声：西島秀俊、牛腸茂雄
- スチル写真：三浦和人
- 編集：宮城重夫
- 資料調査：大倉宏
- 撮影助手：池内義浩
- 編集助手：長坂智樹
- 助監督：吉田賢一
- 製作：堀越謙三
- 製作協力：映画美学校